# آبه نو هیرونیوا
آبه نو هیرونیوا (انگلیسی: Abe no Hironiwa; ۱ ژانویهٔ ۰۶۵۹ – ۲۲ مارس ۰۷۳۲) شاعر واکا (شعر) در دوره نارا  بود.